# Фельдман, Григорий Александрович
Григорий Александрович Фельдман (1884—1958) — советский математик и экономист, известен как один из пионеров математического моделирования экономического роста и экономики развития.

## Биография

### Происхождение и начало карьеры
Родился в семье уроженца Одессы, выпускника математического отделения естественного факультета Императорского Новороссийского университета, крупного промышленника Александра Яковлевича Фельдмана (1860—?), заместителя председателя Ростовского биржевого комитета, председателя правления акционерного общества «Сулинский завод», «Азовской угольной компании» и «Товарищества суконной торговли Яков Фельдман» в Одессе, директора «Богословского горнозаводского общества», члена правления «Русского общества вывозной торговли», Азовско-Донского коммерческого банка, «Русского общества коммерческого пароходства», «Армавирского водопровода», «Всеобщей строительной компании», «Российского горнопромышленного комиссионного общества» и Таганрогского металлического завода. Дед, купец 1-й гильдии, потомственный почётный гражданин Яков Анисимович Фельдман (?—1878), основал в 1875 году «Товарищество суконной торговли Яков Фельдман» — одну из крупнейших компаний в этой сфере на юге России. Семья поселилась в Ростове-на-Дону в 1886 году в доме № 25 на Большой Садовой улице, а с 1912 года постоянно жила в Санкт-Петербурге на Адмиралтейской набережной, дом № 6.
Получил квалификацию инженера-электрика в Германии и России, закончил в 1912 году Императорское Московское техническое училище по специальности «Электрические железные дороги дальнего следования». Владел тремя иностранными языками. После окончания ИМТУ работал инженером-электриком в Петрограде, затем помощником заведующего электроотделом ВСНХ в Москве. Как сотрудник электроотдела принимал деятельное участие в работе Государственной комиссии по электрификации России, получил опыт работы в сфере народнохозяйственного планирования. В дальнейшем как член правления и президиума «Электрокредита» занимался вопросами на стыке электротехники и экономики.

### В Госплане СССР
В феврале 1923 года по приглашению Г. Кржижановского поступил на работу в Госплан РСФСР (с июля 1923 года — Госплан СССР) в отдел конъюнктуры мирового хозяйства. С 1924 года публиковал в журнале «Плановое хозяйство» обзоры зарубежной хозяйственной конъюнктуры, главным образом в отношении Германии и Соединенных Штатов. В 1927 году опубликовал работу, посвящённую анализу экономики США с 1850 по 1925 годы и перспективам развития советской экономики до 1941 года. В этой работе предложил новый показатель эффективности общественного производства — отношение народного дохода к производственным фондам, на основании долгосрочной динамики этого показателя в США с 1850 года выдвинул прогноз развития народного хозяйства СССР до 1941 года.
В 1928 году возглавил отдел перспективного планирования Госплана СССР. В это время Госплан работал как над планом Первой пятилетки, так и над так называемым генеральным планом на период от десяти до двадцати лет. Фельдману было поручено подготовить теоретическую модель в качестве основы для этого плана. На базе ранее собранных им исторических данных он разработал математическую модель сбалансированных темпов развития для использования при долгосрочном планировании народного хозяйства СССР. Представил разработанную модель в докладе «К теории темпов народного дохода» в Комиссию генерального плана при Госплане СССР в 1928 году, доклад был опубликован в ноябрьском и декабрьском номерах журнала «Плановое хозяйство» за 1928 год. В своём исследовании Фельдман обосновал необходимость математических методов и фактически применил их при планировании народного хозяйства. «Это исследование показывает, как стремительно шёл научный рост Фельдмана, ещё пять лет назад работавшего инженером-электриком, а теперь представшего перед нами крупным исследователем проблем планового хозяйства».
В 1929 году опубликовал статью, в которой популярно описывался предлагаемый им метод плановых расчётов, этот метод был положен в основу рабочей гипотезы генерального плана развития народного хозяйства СССР на 1930—1945 годы. Результаты работы над генеральным планом на основе модели Фельдмана были изложены в докладе Н. А. Ковалевского «К построению генерального плана» в Институте экономических исследований 25 февраля 1930 года. Фельдман выступил в дискуссии по докладу, согласно А. Вайнштейну и Г. Ханину это было его последнее выступление в печати.

### Годы безвестности
В ходе дискуссии 1930 года прогнозы Фельдмана и Ковалевского о росте эффективности общественного производства характеризовались их оппонентами как слишком оптимистичные, а требование сбалансированного роста отраслей народного хозяйства отвергалось, однако критика ещё носила научный характер. В последующий же период до середины 1930-х годов их противники стали выступать со всё более тенденциозными обвинениями, в том числе в открытой печати (например, в газете «За индустриализацию»). В январе 1931 года Фельдман был вынужден уйти из Госплана и перешёл на работу в Плановую академию, где в 1931—1935 годах был заведующим кафедрой технических конструкций, а затем преподавателем. В 1933 г. подготовил работу о проблемах капиталистического воспроизводства, но она не была опубликована.
В 1935—1937 годах — начальник группы сводного плана Главного управления Северного морского пути. Согласно И. Осадчей, был репрессирован в 1937 году. Согласно Вайнштейну и Ханину, после 1943 года «работает на инженерных должностях в различных городах Советского Союза. Будучи высоко эрудированным инженером, он везде находит применение своим знаниям. Сохранились некоторые изобретения и авторские свидетельства по бурению нефтескважин и пр.». В 1953 г. вернулся в Москву уже будучи тяжело больным и больше не занимался экономическими вопросами. Незадолго до своей смерти был реабилитирован. Умер в 1958 году, оставив после себя дочь и внуков.

## Вклад в науку
Модель Фельдмана — Махаланобиса была названа в честь Григория Фельдмана и Прасанты Чандры Махаланобиса, который независимо от Фельдмана в 1953 году разработал модель экономического роста, подобную той, которая ранее была разработана Фельдманом, в качестве основы для второй индийской пятилетки (1956—1961 гг.).

### Предпосылки модели
В 1950-х годах американский экономист Е. Домар, соавтор модели Харрода — Домара, писал, что «изучение советского общества является одним из немногих доступных для обществоведа методов (в отличие от его более удачливых коллег по лабораторным исследованиям) для пересмотра всего его интеллектуального аппарата в свете социально-экономической системы, достаточно отличающейся от нашей, чтобы эксперимент был полезен, и все же не настолько отличной, чтобы сделать его невозможным». Чтобы найти советские модели экономического роста и сравнить их с имеющимися на Западе, он изучал советские публикации 1920-х годов. По подсказке Г. Гроссмана он обнаружил работу Фельдмана «К теории темпов народного дохода» и изложил суть этой работы в одной из глав своей книги 1957 года «Очерки по теории экономического роста» (англ. «Essays in the Theory of Economic Growth»). Домар пришёл к выводу, что модель Фельдмана 1928 года «поразительно напоминает те модели, которые с тех пор разработал Запад», при этом переменные Фельдмана отличаются от привычных для западных учёных «склонности к сбережению» и «агрегированного капитального коэффициента».

### Преобразование схем воспроизводства Маркса
Основываясь на теории Маркса, Фельдман «разделил всю экономику на отрасль по производству капитальных благ и отрасль по производству потребительских товаров, каждая со своим собственным коэффициентом, и использовал в качестве ключевой переменной долю общих инвестиций, направляемых в отрасль по производству капитальных товаров для увеличения их выпуска».

### Основное содержание модели
В своём исследовании 1928 года Фельдман впервые в науке создал экономическую модель, основанную на синтетических, агрегированных показателях. «То, что этот метод возник в СССР, первой стране [централизованного] планового хозяйства, не является случайностью: развитие практики планирования настоятельно требовало выработки такого метода. За рубежом он появился позднее, после грандиозного экономического кризиса капиталистического хозяйства в начале 1930-х годов в связи с теорией экономического цикла Дж. Кейнса».

## Оценки
Е. Домар писал в 1957 году о модели, разработанной Фельдманом: «Советские модели [экономического роста] более разработаны, чем аналогичные попытки, сделанные на Западе, за исключением работ Леонтьева…». С. Бартенев отмечает, что в отличие от односекторной модели экономического роста Харрода — Домара, которая была лишь инструментом теоретического анализа, двухсекторная модель Фельдмана служила для обоснования реальной политики роста и была пригодна для практического использования.
В середине 1920-х годов В. Базаров, один из экономистов Госплана, провёл различие между «генетическим» и «телеологическим» подходами к экономическому планированию. «Генетическим» он называл прогнозный подход, основанный на экстраполяции тенденций экономического развития, а «телеологическим» — директивный подход, основанный на приоритете целевых заданий. Сам Базаров считал необходимым совмещение обоих подходов при планировании народного хозяйства СССР. Э. Карр писал в 1969 году в 10-м томе своей «Истории Советской России», что Фельдман в крайней форме выражал «телеологические» взгляды на развитие народного хозяйства СССР, когда утверждал, что «сопротивлением мелкобуржуазной стихии не могут и не должны ограничиваться темпы индустриализации страны, лимитами могут служить лишь материальные возможности с напряжением всех трудящихся Союза на грани физической и психологической выносливости». В то же время российские исследователи отмечают, что «работы Г. А. Фельдмана показывали необходимость сочетания телеологического и генетического подходов», «заслуга Г. А. Фельдмана прежде всего в том, что он предлагал методы, суть которых состоит в изучении экономической генетики. Под генетикой Фельдман понимал закономерности развития, отражаемые статистическими динамическими рядами основных показателей хозяйственного прогресса за возможно более продолжительный ряд лет».
В своей книге 1972 года Н. Ясный оценивает работы Фельдмана (которого он называет «главным специалистом» по планированию) и Л. Сабсовича как «вакханалию планирования»: «Фельдман и Сабсович были поборниками идеи ускоренного развития экономики и главными проводниками „вакханалии планирования“. (…) Согласно разработанному Фельдманом максимальному варианту плана, народный доход за 12 лет (с 1929 по 1941 г.) должен был возрасти в 45—49 раз. Это следует из (…) таблиц, составленных Фельдманом». В своей статье 1968 года Вайнштейн и Ханин также пишут, что «прогнозы Фельдмана — Ковалевского об изменении эффективности общественного производства на предстоящий период оказались чрезмерно оптимистическими», объясняя это малым историческим опытом развития планового хозяйства и необоснованной экстраполяцией темпов восстановительного роста 1920-х годов на последующий период. В то же время более поздние российские исследователи на основе анализа исторических данных констатируют, что минимальный вариант плана, составленный Фельдманом, оказался очень близок к фактическим темпам роста народного дохода СССР до 1940 и даже до 1950 года.
| Период                                                                                                  | Плановые темпы роста, вариант Фельдмана (в %) | Фактические темпы роста (в %) | Соотношение плановых и фактических темпов (раз) |
| --- | --------------------------------------------- | ----------------------------- | ----------------------------------------------- |
| 1928—1940                                                                                               | 583,8                                         | 512,0                         | 1,14                                            |
| Источник: Бартенев С. А. История экономических учений: учебник. — М.: Магистр; ИНФРА-М, 2013. — С. 278. |                                               |                               |                                                 |

Экономические дискуссии, которые велись в СССР в 1920-х годах, и в том числе работы Фельдмана, оказали влияние на послевоенную экономику развития за пределами СССР. В частности, по мнению А. Ноува, высказанному в 1979 году, можно проследить линию влияния от Фельдмана через Домара. По мнению Г. Фонсеки из Института нового экономического мышления, Фельдман оказал влияние на А. Лёве и Кильскую школу.
В 1967 году Л. В. Канторович и А. Л. Вайнштейн писали:
«… Приоритет в построении макроэкономической динамической модели и сформулировании основных условий для устойчивого и постоянного роста экономики принадлежит … советскому экономисту-инженеру, видному специалисту Госплана СССР Г. А. Фельдману, выступившему ещё в 1928 г. с двумя статьями, в которых он изложил свою теорию о темпах роста народного дохода»
Согласно Вайнштейну и Ханину, «крупнейшей заслугой Фельдмана является то, что он первый в плановой науке сумел правильно решить проблему [составления народнохозяйственного плана на основе баланса народного хозяйства] и одновременно заложить основы нового направления в экономической науке, теории экономического роста»:
«… Модели Фельдмана на целые десятилетия опередили односекторные модели экономического роста Домара и двухсекторную модель Махаланобиса. Теория экономического роста, основателем которой явился наш соотечественник Фельдман, занимает всё большее место в экономической теории».